# Maria am Stegel

Maria am Stegel (links) integriert in die Bebauung vor der Marienkirche, 1902

Maria am Stegel von Osten gesehen

Maria am Stegel war eine backsteingotische mittelalterliche Kapelle in Lübeck.
Die Kapelle befand sich an der Ecke Mengstraße/Schüsselbuden, in direkter Nachbarschaft der Marienkirche. Ihr Name leitete sich vom niederdeutschen Wort Stegel für Treppe ab, da sich unter ihrem Westjoch ein Durchgang befand, durch den eine flache Treppe zum Marienkirchhof führte.
Den Standort von Maria am Stegel nahm im 14. Jahrhundert zunächst ein Marienbild ein, zu Beginn des 15. Jahrhunderts dann vermutlich ein nicht näher dokumentierter Vorgängerbau, der erst nach 1416 durch das endgültige Bauwerk ersetzt wurde, finanziert durch den Rat im Zusammenhang mit der Rückkehr der acht Jahre zuvor vertriebenen Ratsfamilien (siehe Lübecker Rat 1408 (Alter Rat)). 1425 wurde die fertiggestellte Sühnekapelle vom Lübecker Bischof Johannes Schele geweiht und erhielt eine aus einer Stiftung finanzierte Vikarie mit dem Patrozinium der Heiligen Dreifaltigkeit, der Jungfrau Maria und St. Paulus  Der Vikar, eingesetzt vom Rat, hatte seine Wohnung in dem kleinen Raum oberhalb des Treppendurchgangs.
Nach der 1529 in Lübeck eingeführten Reformation gab es für die Kapelle keine Verwendung als Kirchengebäude mehr. Johannes Bugenhagen hatte sie als Unterrichtsraum für eine von drei geplanten Mädchenschulen vorgesehen, doch dieses Vorhaben wurde nicht umgesetzt. In den folgenden Jahrzehnten diente die Kapelle als Leichenhaus.
Am 22. April 1640 wurde Maria am Stegel für sechs Jahre an den Buchhändler Lorenz Rauch vermietet, und bis 1773 waren stets Buchhändler die Mieter des Gebäudes. In den Jahren 1791 bis 1796 wurde sie von Jürgen Ramm, dem Schreiber der Hamburger Post, genutzt und stand danach leer. Von 1803 bis Dezember 1804 war sie als Lagerraum an den Gewandschneider und Vorsteher von St. Marien Diedrich Stolterfoht vermietet.
1805 wurde die Kapelle endgültig säkularisiert. Für einen Betrag von 4000 Courantmark, von denen Stolterfoht einen Teil übernahm, wurde das Gebäude zu einem Lagerhaus umgebaut. Zu den Baumaßnahmen zählten unter anderem das Vermauern der hohen gotischen Fenster, das Einziehen von zwei Zwischenböden und der Einbau eines Erkers mit Kranwinde am Chordach.
Von 1825 bis 1836 nutzte Senator Conrad Platzmann den Speicher, danach war hier bis 1855 das Büro der Städtischen Brandkasse untergebracht. Nachdem die Brandkasse neue Räumlichkeiten erhalten hatte, diente Maria am Stegel der Kirche als Lager für Baumaterialien.

Modellbau der Kapelle Maria zum Stegel

Nach einem behutsamen Umbau mit Elementen des Backsteinexpressionismus 1927 zog abermals eine Buchhandlung in die Kapelle. Zeitgleich übernahm die St.-Marien-Gemeinde einen Raum als Saal für den Konfirmandenunterricht. Beim Bombenangriff im März 1942, bei dem der Nordturm der Marienkirche auf sie stürzte, brannte Maria am Stegel bis auf die Außenmauern aus. In den Nachkriegsjahren blieb der Bau eine notdürftig gesicherte Ruine, über deren Restaurierung und Nutzung keine klaren Vorstellungen bestanden. 1963 sprach sich ein von Bürgermeister Max Wartemann einberufener Expertenkreis von Denkmalpflegern unter Führung des bayerischen Generalkonservators Heinrich Kreisel nach Anhörung der weiteren Gutachter, des Braunschweiger Ordinarius für Städtebau Herbert Jensen und des früheren Lübecker Stadtbaudirektors Professor Klaus Pieper, für einen Wiederaufbau der Kapelle aus. Allerdings sollte der Baukörper in diesem Zuge 2,5 m in südöstlicher Richtung verschoben werden, um den Bedürfnissen des Straßenverkehrs gerecht zu werden. Die Wiederherstellung des Baukörpers wurde aus städtebaulichen Gründen für notwendig gehalten, weil sie als kleinmaßstäblicher Baukörper für die Maßstäblichkeit der Marienkirche unverzichtbar sei und nicht zuletzt, weil alle weiteren kleinen Nebenkirchen der Lübecker Altstadt in den vorangegangenen Jahrhunderten geopfert worden seien. Jedoch konnte die Finanzierung nicht sichergestellt werden und seitens der Lübecker Kirche bestand auch kein Interesse an einer Wiederherstellung des Baukörpers. Im Februar 1967 ließ ein Sturm dann Steine herunterfallen, woraufhin man sich zum umgehenden Abriss des gesamten Gebäudes entschloss. Erhalten blieb nur der Granitsockel, der eingelagert wurde und 1975 als Sitzecke wieder aufgebaut wurde, allerdings aufgrund der veränderten Straßenführung fünf Meter näher an der Marienkirche.